# Meadowlakes
Meadowlakes é uma cidade localizada no estado norte-americano do Texas, no Condado de Burnet.

## Demografia
Segundo o censo norte-americano de 2000, a sua população era de 1293 habitantes.
Em 2006, foi estimada uma população de 1761, um aumento de 468 (36.2%).

## Geografia
De acordo com o United States Census Bureau tem uma área de
2,0 km², dos quais 2,0 km² cobertos por terra e 0,0 km² cobertos por água.

## Localidades na vizinhança
O diagrama seguinte representa as localidades num raio de 12 km ao redor de Meadowlakes.